# Ипр (Белгија)
Ипр (хол. Ieper) је општина у Белгији у региону Фландрија у покрајини Западна Фландрија. Према процени из 2007. у општини је живело 34.919 становника.

## Становништво
Према процени, у општини је 1. јануара 2015. живело 34.971 становника.
| 1984.  | 2000.  | 2010. | 2015. |
| ------ | ------ | ----- | ----- |
| 34.670 | 35.071 | 34962 | 34971 |